# Parque nacional Islas Brampton

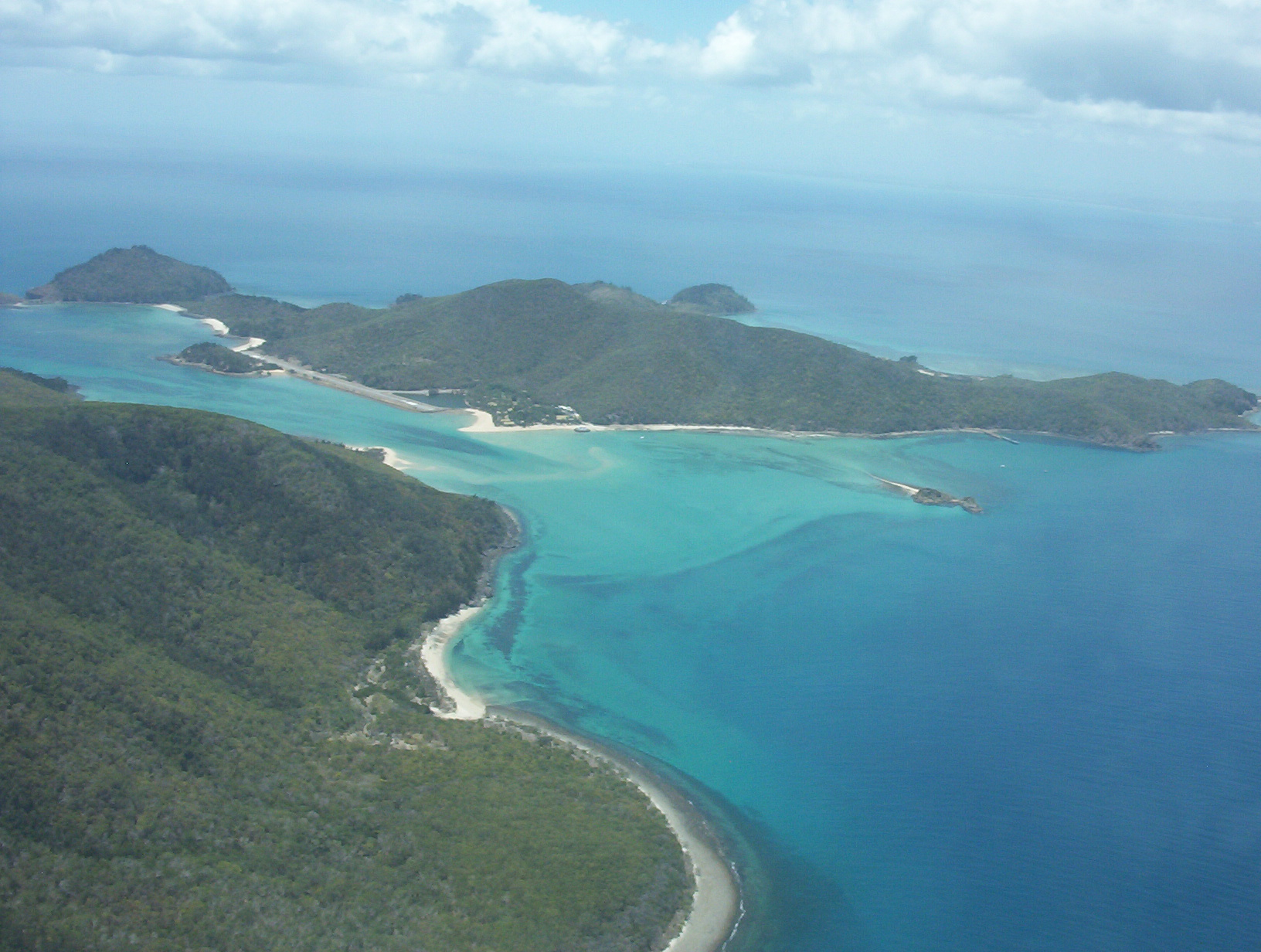
Isla Brampton en el Parque Nacional Islas Brampton en Queensland, Australia.

Islas Brampton es un parque nacional en Queensland (Australia), ubicado a 834 km al noroeste de Brisbane. El parque cubre la mayor parte de la isla Brampton y la isla Carlisle completa.

## Datos
- Área: 10 km²
- Coordenadas: 20°47′15″S 149°17′08″E / -20.78750, 149.28556
- Fecha de Creación: 1968
- Administración: Servicio para la Vida Salvaje de Queensland
- Categoría IUCN: II

Véase también:
- Zonas protegidas de Queensland

- Datos: Q897598
- Multimedia: Brampton Island / Q897598